# Visual Karma (Body, Mind and Soul)
Visual Karma (Body, Mind and Soul) es el primer DVD con contenido en directo de la banda de rock italiana Lacuna Coil. Publicado en noviembre de 2008, es una recopilación -especialmente dedicada a sus fanes- con motivo del éxito de su cuarto álbum de estudio «Karmacode» y su posterior gira.

## Contexto
El contenido del doble DVD, es una visión retrospectiva de lo acontecido a la banda desde la edición del Karmacode, la gira y los conciertos filmados en el Wacken Open Air 2007 en Wacken, Alemania y en el Festival japonés Loud Park del mismo año. Incluye además, contenidos extra como documentales, vídeos promocionales y material de fanes, entre otros del tipo detrás de las cámaras.
El álbum se lanzó en dos formatos: La edición estándar con doble DVD de 215 minutos; y una edición limitada (solo Europa) que incluye un doble DVD, otro DVD de audio (Karmacode en 5.1 más rarezas), un CD de la actuación en el Wacken Open Air, todo ello con una duración de 350 minutos además de una presentación especial extra.

## Promoción
Durante noviembre y diciembre del 2008, Lacuna Coil es uno de los principales grupos que colaboran con Bullet for My Valentine en su gira europea, junto con Bleeding Through y Black Tide. Después de la cancelación de su primera gira en Australia, la cabeza de la banda anunció su participación en el festival australiano Soundwave Festival, en febrero del 2009.

### Edición estándar

#### Disco Uno: Karmalive
- Wacken 2007:

1. «Intro»
2. «To the Edge»
3. «Fragments of Faith»
4. «Swamped»
5. «In Visible Light»
6. «Fragile»
7. «Closer»
8. «Senzafine»
9. «What I See»
10. «Enjoy the Silence»
11. «Heaven's a Lie»
12. «Our Truth»

- Loudpark 2007:

1. «Intro/To the Edge»
2. «Swamped»
3. «Closer»
4. «Within Me»
5. «Daylight Dancer»
6. «Our Truth»

- Karma Clips (Promotional Videos):

1. «Our Truth»
2. «Enjoy the Silence»
3. «Closer»
4. «Within Me»

#### Disco Dos: Karma Chronicles
- The Band:

1. «Cristina Scabbia – Simple As Water»
2. «Andrea Ferro – Inside Milan»
3. «Cristiano 'Pizza' Migliore – The Leaning Journey of Pizza»
4. «Marco 'Maus' Biazzi – 7-Seven... Strings Life»
5. «Marco Coti Zelati – The Real Thing»
6. «CriZ – Enter the Drummer»

- Behind The Scenes:

1. «Australian Tour 2007»
2. «First Time In Japan»
3. «Making of the Our Truth Video»
4. «Making of the Closer Video»

- Breaking the Code: The Fans
  - «Fan Submissions»:
    -       1. «Lacuna Coil's introductory clip
      2. «Aaron Tiberio, USA
      3. «Jesscia Hecht, USA
      4. «Robert Marsh, UK
      5. «Enrico Murgia, Italy
      6. «Giorgio Ghirardo, Japan
      7. «Ira Yurkovsckaya, Ukraine
      8. «Kim Allcroft, UK
      9. «Luis Flores, USA
      10. «Silvana Rosa, Italy
      11. «Carolyn Riondet, France

  - «Empty Spiral Interview»
  - «To The Edge Remix Contest / Photogallery»
    -       1. «Marek "Marcoos" Kruszynski, Poland»
      2. «Stefan Machwirth / Complex Range, Germany»
      3. «Interface, USA»

  - «Inside The Spiral (Link)»
  - «Links»

### Edición limitada

#### Disco 3: Karmacode 5.1 mix
DVD Audio en 5.1 más rarezas:
1. «Fragile»
2. «To the Edge»
3. «Our Truth»
4. «Within Me»
5. «Devoted»
6. «You Create»
7. «What I See»
8. «Fragments of Faith»
9. «Closer»
10. «In Visible Light»
11. «The Game»
12. «Without Fear»
13. «Enjoy the Silence»
14. «Without a Reason (rareza basada en el sencillo "Our Truth")»
15. «Virtual Environment (rareza basada en el sencillo "Enjoy the Silence")»

#### Disco 4: Live at Wacken 2007
CD Audio (Material del Wacken Open Air 2007):
1. «Intro / To the Edge»
2. «Fragments of Faith»
3. «Swamped»
4. «In Visible Light»
5. «Fragile»
6. «Closer»
7. «Senzafine»
8. «What I See»
9. «Enjoy the Silence»
10. «Heaven's a Lie»
11. «Our Truth»

## Historial de lanzamiento
| País           | Fecha                   |
| -------------- | ----------------------- |
| Unión Europea  | 31 de octubre de 2008   |
| Australia      | 1 de noviembre de 2008  |
| Suecia         | 1 de noviembre de 2008  |
| Rusia          | 3 de noviembre de 2008  |
| Italia         | 7 de noviembre de 2008  |
| Rusia          | 19 de noviembre de 2008 |
| Japón          | 19 de noviembre de 2008 |
| Canadá         | 25 de noviembre de 2008 |
| Estados Unidos | 25 de noviembre de 2008 |